# Brousek (Rychlebské hory)
Brousek (polsky Brunek) je hora v Rychlebských horách, v okrese Jeseník, nacházející se na česko-polských hranicích, 5 km severozápadně od Ramzovského sedla a 650 m západně od Smrku, jehož je vedlejším vrcholem. Okolí vrcholu je odlesněné a porostlé jen borůvkami a brusinkami, na skalnatém vrcholu jsou zbytky smrkového lesa s příměsí jeřábu.
V sedle mezi Brouskem a Smrkem se nachází historické trojmezí Moravy, Slezska a Polska (Kladska). Oba přístřešky byly odstraněny LČR  turistických značek.

## Přístup
Na Brousek je nejlepší přístup z Ramzovského sedla a Petříkova po červené a dále modré turistické značce na rozcestí Smrk hraničník (trojmezí) a odtud 500 m jihozápadně po hraniční pěšině (celkem 6 km).